# Fred Hellerman
Fred Hellerman, né le 13 mai 1927 dans l'arrondissement new-yorkais de Brooklyn et mort le 1er septembre 2016 à Weston dans le Connecticut, est un guitariste, auteur-compositeur-interprète, producteur et chanteur de folk américain. Il est un des membres fondateurs du quatuor The Weavers, actif dans les années 1950. Il est également le producteur de l'album Alice's Restaurant d'Arlo Guthrie en 1967 et l'auteur de nombreux titres de chansons folk. 

## Biographie
Né à Brooklyn au sein d'une famille de confession juive, il est le plus jeune d'une fratrie de trois enfants. Son père, Harry, s'est installé aux États-unis après avoir quitté Riga et sa mère, Clara, est elle-même fille d'immigrés en provenance de Lettonie.  Guitariste autodidacte, Fred connaît une première expérience d'enregistrement en 1948, avec Will Geer et Ernie Lieberman. En novembre de la même année, il fait la rencontre de Lee Hays et Pete Seeger, anciens chanteurs au sein du groupe The Almanac Singers et à la recherche de membres supplémentaires pour se produire lors d'un évènement musical de Thanksgiving. La participation de Fred Hellerman et Ronnie Gilbert marque la naissance du quatuor The Weavers. Le nom de la formation de musiciens aurait été inspiré par Hellerman.
Au sein des Weavers, Fred participe à l'écriture de plusieurs hits du groupe, sous les pseudonymes de Fred Brooks et de Bob Hill. Parmi ceux-ci, se trouvent les titres  Goodnight Irene, On Top of Old Smokey et les célèbres If I Had A Hammer et Wimoweh, ce dernier étant une reprise du titre The Lion Sleeps Tonight de Solomon Linda. Pourtant, le début des années 1950 place le groupe dans une position délicate du fait de leur rapprochement de certains mouvements de gauche (left-wing) dans les années 1940, attirant sur ses membres la suspicion de sympathies communistes, alors que sévit le courant maccarthyste. Fred Hellerman voit son nom, au même titre que les autres membres des Weavers, classé sur une liste noire et le nom du groupe est cité dans le pamphlet anti-communiste Red Channels. Interdits d'antenne et de télévision et ne pouvant plus se produire en spectacle, les Weavers sont contraints de se séparer en 1953. Le groupe ne se reforme qu'en 1955, à l'occasion d'un concert à guichets fermés, donné la veille de Noël au Carnegie Hall : le quatuor renoue avec le succès et Fred Hellerman y chante notamment Sixteen Tons. Le groupe continue de se produire jusqu'en 1964, date de sa séparation, mais connaît plusieurs réunions de ses membres pour des concerts dans les années 1980, documentés dans un film intitulé The Weavers: Wasn't That a Time!, sorti en 1982. 
Hormis sa carrière au sein des Weavers, Fred Hellerman travaille le titre Green Grow the Lilacs pour l'album Love is a Gentle Thing de Harry Belafonte en 1959, notamment en écrivant deux couplets et en adaptant le refrain. L'année suivante, il produit l'album éponyme de Joan Baez. Il continue de publier ses travaux sous le nom de Fred Brooks, et parfois Paul Campbell. Ses titres sont repris par le Kingston Trio et The Brothers Four. Sa chanson Business Goes On As Usual est enregistrée pour la première fois par le Chad Mitchell Trio et interprétée plus tard par Roberta Flack.  Il se marie au début des années 1970 avec Susan Larner, fille du rédacteur sportif John Lardner. De leur union, naissent deux fils, Caleb et Simeon. 
En 1979, Hellerman produit l'album Circles and Seasons de Pete Seeger, son ancien partenaire des Weavers, qui organise la reformation du groupe pour de nouveaux concerts au début des années 1980. 
À la suite du décès de Lee Hays en 1981 et de ceux de Pete Seeger en 2014 et de Ronnie Gilbert en 2015, Fred Hellerman est le dernier membre des Weavers en vie avant sa mort le 1er septembre 2016 à son domicile de Weston, dans le Connecticut, âgé de 89 ans.